# 코로만델 해안

코로만델 해안은 인도 남동부 벵골만(Bay of Bengal)에 있는 크리슈나강(Krishna River) 하구로부터 첸나이(Chennai)를 지나 칼리메어곶(Point Calimere, Cape Calimere)에 이르는 해안 지역을 말한다.
길이 720킬로미터의 전형적 융기해안 지형으로서 데칸 고원에서 벵골만으로 흐르는 각 하천 하구에는 비옥한 삼각주가 형성되어 있다. 코로만델 앞바다는 1년 내내 파도가 높고, 10월~4월(이듬해)에 걸쳐 북동계절풍이 심하게 불어 좋은 항구가 드물다. 나가파티남, 쿠달로르, 퐁디셰리, 첸나이 등의 항구가 있다. 현재의 첸나이는 1909년 거액을 투자해 만든 인공항인데, 무역항으로 중요한 역할을 담당한다.
9∼13세기에 이 지역에서 촐라 제국이 번영했고, 코로만델이라는 이름은 타밀어로 촐라를 뜻하는 촐라만달람에서 유래했다. 옛날부터 로마 제국과 동남아시아 여러 지방의 무역 중계지로 번영했으며, 카베리파타남 등의 유적지에서 로마 화폐와 도기 등이 발견되었다.

## 같이 보기
- 말라바르 해안